# BMW Z1
O BMW Z1 é um roadster desenvolvido pela fabricante alemã BMW que foi produzido entre 1989 e 1991, num total de apenas 8.000 unidades. Sua maior peculiaridade são as portas, que se recolhem para baixo.

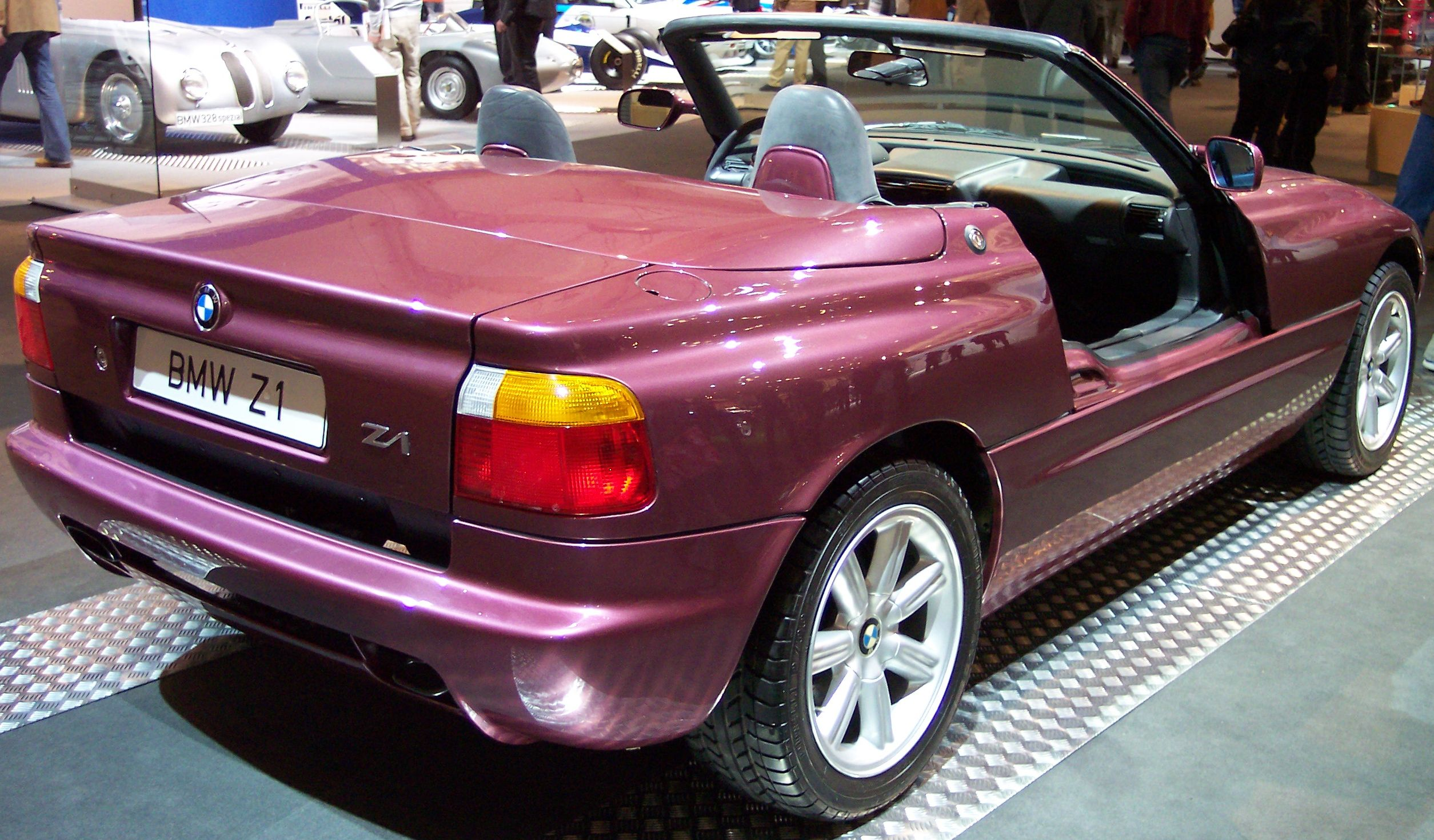
Visão de trás
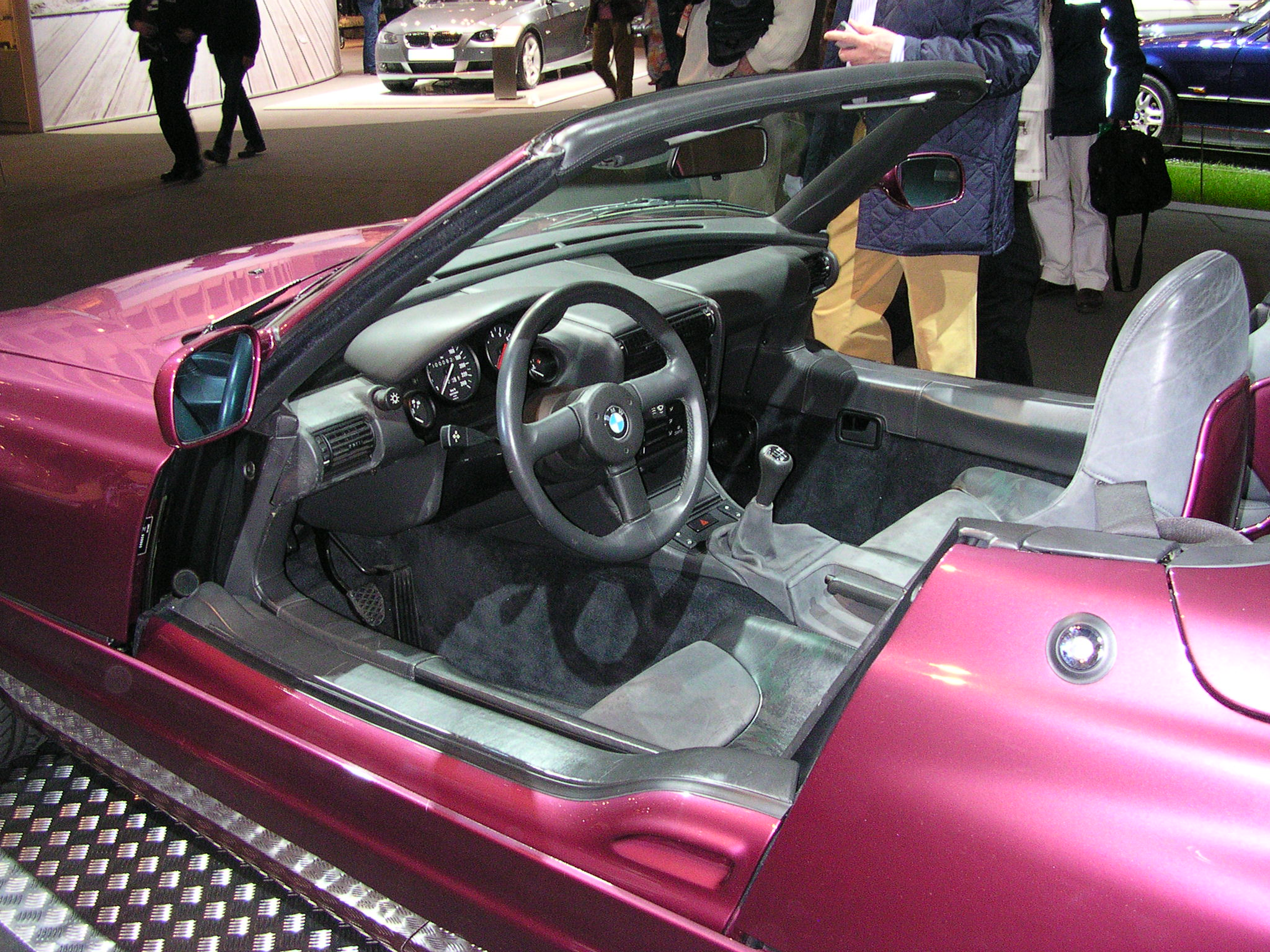
Lateral do veículo mostrando interior